# Sherlock Holmes (2009.)
Sherlock Holmes je britansko-američki pustolovni krimi film iz 2009. godine, temeljena na likovima i pričama koje je napisao Sir Arthur Conan Doyle. Redatelj je bio Guy Ritchie, dok produkciju zajednički potpisuju Joel Silver, Lionel Wigram, Susan Downey i Dan Lin. Scenarij su napisali Michael Robert Johnson, Anthony Peckham i Simon Kinberg i to prema priči koju su osmislili Johnson i Wigram. Glavne uloge, one detektiva Sherlocka Holmesa i njegovog prijatelja dr. Watsona, pripale su Robertu Downeyju, Jr. i Judeu Lawu. Radnja filma vrti se oko Holmesove i Watsonove istrage, kojoj pomaže ranija suparnica, misteriozna Irene Adler (Rachel McAdams), niza ubojstava povezanih s okultnim ritualima. Mark Strong glumi glavnog negativca, Lorda Blackwooda, koji se neobjašnjivo vrati iz mrtvih i planira preuzeti kontrolu nad Britanskim Carstvom pomoću arsenala mračnih sila i nove tehnologije.
Sherlock Holmes je naišao na dobru recepciju među kritičarima, koji su posebno pohvalili priču i Downeyja u ulozi Holmesa, za koju je nagrađen Zlatnim globusom za najbolju mušku ulogu u mjuziklu ili komediji. Sam film je nominiran i za dva Oscara.
Dana 16. prosinca 2011. godine, objavljen je nastavak, Sherlock Holmes: Igra sjena.

## Radnja
Godine je 1890., a poznati londonski detektiv Sherlock Holmes (Robert Downey, Jr.) i njegov prijatelj, doktor John Watson (Jude Law) trče u podrumski dio zgrade kako bi spriječili obredno ubojstvo djevojke koje izvršava Lord Blackwood (Mark Strong), koji je već ranije ubio pet djevojaka na sličan način. Uspijevaju spriječiti ubojstvo netom prije realizacije, nekon čega Blackwooda predaju inspektoru Lestradeu (Eddie Marsan), koji stiže nedugo nakon. 
Tri mjeseca kasnije, Holmes i Watson i dalje stanuju skupa, no Holmesov ekscentrizam doktoru počinje ići na živce. U međuvremenu, raduje se vjenčanju sa svojom partnericom, Mary Morstan (Kelly Reilly). Što se Blackwooda tiče, on je osuđen na smrtnu kaznu, no, dok čeka egzekuciju, zahtijeva da vidi Holmesa u zatvoru. Kada ga detetktiv posjeti, ovaj ga upozorava na tri ubojstva koja će uslijediti, a Holmes ih neće moći spriječiti. Uz nekoliko sarkastičnih komentara, Holmes odlazi. Blackwood je ubrzo obješen, a smrt je proglasio sam Watson. Nekoliko dana kasnije, Holmesa posjećuje Irene Adler (Rachel McAdams), profesionalni lopov i Holmesova bivša protivnica, koja od njega zahtijeva da pronađe čovjeka po imenu Luke Reordan. Holmes prihvati, a kada Adlerova odlazi, maskira se i prati ju samo da bi otkrio njezinog poslodavca - zastrašujućeg i misterioznog muškarca koji govori kako je Reordan ključ Blackwoodovih planova. Maskiravši se u prosjaka, Holmes zamoli tajanstvenog muškarca za nešto sitnoga iz čega, ne vidjevši mu lice, uspijeva izvuči kako se radi o profesor i osobi koje se Adlerova boji.
Ubrzo se događa neočekivan obrat - Blackwood se probudio iz mrtvih, njegova je grobnica uništena, u njegovom lijesu nalazi se Reordan, a šokirani zaposlenik groblja izaziva javnu paniku ustvrdivši kako je vidio Blackwooda kako šeta, živ. Holmes uspije spretno raskrinkati navodnu crnu magiju te, zajedno s Watsonom, prati tragove koji ih vode do Reordanovog stana u kojemu otkrivaju tragove bizarnih eksperimenata koji pokušavaju spojiti crnu magiju i znanost. Ubrzo postaju meta Blackwoodovih ljudi, ali prežive, nakon čega Holmesa "otmu" i potajice odvedu u središte Četiri reda, tajne magijske organizacije. Holmes uspješno deducira gdje su, unatoč povezu što ga je imao preko očiju. Tu ga trojica vođa - Lord vrhovni sudac Sir Thomas Rotheram (James Fox), američki veleposlanik Standish (William Hope) i ministar unutrašnjih poslova Lord Coward (Hans Matheson) - zamole da zaustavi Blackwooda, koji je ranije bio član njihove organizacije, a ujedno je, što Holmes zaključi po fizičkim sličnostima, Rotheramov sin. Rotheram i Standish kasnije padaju kao žrtve Blackwoodovih vještih trikova prodanih pod magiju, nekon čega ovaj preuzima vodstvo nad Četirima redovima. Blackwoodov plan je pokoriti Britanski Imperij, Sjedinjene Države, a onda i svijet. Blackwood tada namami Holmesa u lučko skladište gdje je zarobio Adlerovu, koju je objesio na kuku i usmjerio prema pili. Holmes ju uspijeva spasiti, ali namještene eksplozije u skladištu nanose teške ozljede Watsonu (o kojemu se brine Holmes, prerušen kao doktor). Lord Coward, koji je Blackwoodov tajni saveznik, izdaje uhidbeni nalog za Sherlocka Holmesa.
Holmes odlazi u skrivanje u birtiju u koju je zalazio kako bi sudjelovao u organiziranim tučnjavama. Tu, s Watsonom i Irene, proučava Blackwoodove rituale i zaključuje kako je sljedeća meta Parlament. Lestrade ga uspijeva pronaći i Holmes se, nakon što potjera Watsona i Irene, predaje inspektoru i odlazi s njim. U kočiji, Holmes mu objasni svoj plan, a Lestrade ga onda odvodi do Cowarda. Holmes natjera ministra Cowarda da mu otkrije Blackwoodov plan, a onda se uspije izvuči skokom kroz prozor, u Temzu, gdje ga čeka brodica. Saznaju kako je cijeli plan temeljen na uređaju koji se nalazi u kanalizaciji ispod Parlamenta. Holmes, Watson i Adlerova odlaze dolje gdje pronalazte neobični uređaj temeljen na ispuštanju plinovitog cijanida u cijevi koje vode do vijećnice u kojoj se nalaze zastupnici. Blackwood i Coward su imali protuotrov tako da bi bili sigurni. Dok se Holmes i Watson bore s Blackwoodovim ljudima, Adlerova krade kapsulu s cijanidom i bježi, a Blackwoodov grandiozni plan prekinut je nakon pompoznog govora o osvajanju svijeta. Dok rulja napada Cowarda, Blackwood bježi. Holmes ubrzo krene za Irene te se nalaze, a ubrzo ih sustiže i Blackwood, na vrhu još nedovršenog Tower Bridgea. Kada Blackwood prekine okršaj Holmesa i Irene, detektiv i on ulaze u sukob koji rezultira tako da Blackwood završi obješen za lanac dok mu Holmes objašnjava sve trikove koje je pokušao prodati pod crnu magiju. Kada osovina koja je držala lanac popusti, Blackwood pada i biva obješen.
Holmes odlazi do Irene koja mu otkriva identitet svog poslodavca. Govori mu kako je profesor Moriarty jednako inteligentan kao i on, ali velike zlobniji od njega te da predstavlja veliku opasnost. Holmes se tada pozdravalja i odlazi, ostavivši Irene na Tower Bridgeu.
Radnja se ponovo vraća u 221B Baker Street gdje vidimo Watsona kako se iseljava i odlazi s Mary. Prije nego što se isele, u stan dolazi policajac koji ih obavještava kako su pronašli mrtvog kolegu ispred Blackwoodova uređaja. Saznajemo kako je Moriarty iskoristio ranije okršaje kako bi se dokopao mehanizma koji mu je potreban za njegove planove. Holmes poveže tko je odgovoran za ubojstvo i željno iščekuje novi okršaj sa svojim rivalom.

## Glumačka postava
- Robert Downey, Jr. kao Sherlock Holmes, ekscentrični savjetnik-detektiv koji postaje traženi bjegunac tokom svoje potjere za Lordom Blackwoodom dok ga konstantno proganja prisustvo profesora Moriartyja. Kada je saznao za projekt, Downey je, sa suprugom Susan, bio u posjetu uredima Joela Silvera.[2] Ritchie je isprva mislio da je Downey prestar za ulogu, želeći portretirati nešto mlađeg Holmesa, koristeći film Batman Begins kao temelj.[3] Ipak, pristao je provjeriti Downeyja, a glumac je kasnije za BBC izjavio: "Mislim da Guy i ja možemo jako dobro raditi zajedno. Što više ulazim u knjige, postaje sve fascinantnije. Holmes je takav čudak."[4] Otkrio je, također, da je njegova supruga prokomentirala: "da kada pročitaš opis lika — čudljiv i pomalo lud — to bi mogao biti ja."[5] Downey se želio više bazirati na Holmesovom patriotizmu i boemštini, a smatrao je kako ga je raniji rad na Chaplinu pripremio za britanski naglasak.[6] Ritchie ga je smatrao "savršenim".[7] I Ritchie i Downey su entuzijasti što se borilačkih vještina tiče tako da su se posebno osvrnuli na baritsu spomenut u priči "The Adventure of the Empty House" (1901.).[8] Downey je smršavio radi uloge i to nakon sugestije koju je dobio tokom razgovora s Chrisom Martinom, frontmenom Coldplayja.[9][10]

- Jude Law kao doktor John Watson, Holmesov pomoćnik i najbolji prijatelj, po struci kirurg. Lawov Watson je vjerniji originalnom liku, koji je bio puno više kolega, nego naivnoj budali koju je portretirao Nigel Bruce.[11] Lawu ovo nije bio prvi susret s Holmesom na filmu, pošto je 1991. godine glumio u ekranizaciji priče "The Adventure of Shoscombe Old Place" u sklopu Granadinog serijala The Adventures of Sherlock Holmes. Kao ljubitelj detektiva, Law je uvidio da postoji brdo neistraženog materijala, a izbor Downeyja ga je zaintrigirao; sam Law je izabran jer se pokazao kao dobar partner Downeyju. Downey je vjerovao da bi isticanje Watsonovih odlika bivšeg vojnika, liječnika, ženskara i kockara uvelike doprinijelo isticanju Holmesovog lika.[12] Law je također sastavio popis fraza iz priča kako bi poboljšao svoj dijalog.[13] Ritchiejev prvi izbor za ulogu bio je Russell Crowe.[14]

- Mark Strong kao Lord Blackwood, serijski ubojica aristokratskog porijekla koji koketira s okultnim kako bi druge natjerao da čine što želi. Nakon što biva smaknut, Blackwood se vrati među žive i započne s ostvarivanjem plana osvajanja Britanskog Imperija. Blackwoodov lik je dobio mnogo nadnaravnih elemenata, a njegova prisutnost često je popraćena zlogukom vranom. Ovo je bio treći flim na kojem je Strong surađivao s Ritchiejem te je rekao kako jako cijeni Ritchiejev nedostatak ega i činjenicu da je s njim jako lako raditi.[15][16]
- Rachel McAdams kao Irene Adler, femme fatale iz New Jerseyja, jedina žena koja je nadmudrila Holmesa, čemu svjedočimo u priči "A Scandal in Bohemia".[11] U filmu, ona nije više u braku s Godfreyjem Nortonom i traži Holmesovu pomoć oko slučaja.[12] Downey je uvjerio Ritchieja da odabere Rachel McAdams, tvrdeći kako neće izgledati premlado da bi bila njegov ljubavni interest.[17]

- Kelly Reilly kao Mary Morstan, guvernata i udovica te Watsonova zaručnica s kojom odlazi živjeti na kraju filma, što uzrokuje konflikt s Holmesom.[5]
- Eddie Marsan kao Inspektor Lestrade, inspektor u Scotland Yardu koji unajmi Holmesa da mu pomogne sa slučajem. Za razliku od mnogih ranijih adaptacija, Marsanov Lestrade nije potpuni idiot, već prilično kompetentan inspektor kojemu Holmes, ipak, povremeno ide na živce.[18]
- Hans Matheson kao Lord Coward, britanski ministar unutrašnjih poslova i Blackwoodova desna ruka. Coward je pomogao Blackwoodu u svim njegovim ubojstvima te je jedan od malobrojnih osoba koje znaju da Blackwood koristi tehnologiju da fingira magiju.
- Geraldine James kao Gospođa Hudson, Holmesova i Watsonova stanodavka. Geraldine James je ovako drugi put sudjelovala u adaptaciji priča o Holmesu, nakon što je 2002. godine glumila suprugu doktora Mortimera u adaptaciji romana The Hound of the Baskervilles.
- James Fox kao Sir Thomas Rotheram, Blackwoodov otac i vođa Četiri reda.
- Robert Maillet kao Dredger, dvometraški (2.14m) Blackwoodov snagator koji govori francuskim.[19]
- William Hope kao John Standish, američki veleposlanik.
- Guy Ritchie je odbio reći tko je posudio glas profesoru Moriartyju u prvom filmu.[20] Iako su kružile brojne glasine da se radi o Bradu Pittu, koji je trebao glumiti profesora u drugom filmu, nakon snimanja filma Sherlock Holmes: Igra sjena, neotkriveni glas je zamijenjen onim Jareda Harrisa, koji je glumio profesora u nastavku.

## Produkcija

### Razvoj
"Velik dio akcije o kojoj Conan Doyle govori prikazan je u našem filmu. Često, Holmes će reći stvari poput, 'Da nisam takav majstor sa štapom, bio bih umro' ili se osvrnuti na neku borbu iza kulisa. Mi te borbe dovodimo na kulise."

Producent Lionel Wigram je rekao kako je deset godina smišljao novi način kako prikazati Sherlocka Holmesa: "Shvatio sam da su slike koje sam imao u glavi [dok sam čitao knjige] drugačije od onih koje sam vidio u ranijim filmovima." Zamišljao je "mnogo modernijeg lika, puno većeg boema, koji se odijeva kao slikar ili pjesnik", u ovom slučaju Henri de Toulouse-Lautrec. Nakon što je napustio izvršni odbor Warner Bros.-a 2006. godine, Wigram je tražio veću perspektivu kako bi privukao širu publike, pri čemu je spojio mnoge priče u jednu cjelinu. Lik Lorda Blackwooda je nastao kao hommage viktorijanskom interesu za okultno, odnosno osobi Aleistera Crowleyja. Smatrao je "gotovo pametnim" Holmesa, koji ima gotovo nadnaravnu sposobnost rješavanja zločina, suprotstaviti navodno nadnaravnom zlikovcu. Sama radnja, koja se okvirno nadovezuje na roman The Hound of the Baskervilles, temelji se na nizu naizgled nadnaravnih i naobjašnjivih detalja koji su na kraju objašnjeni na racionalan i znanstven način. Wigram je napisao, a John Watkiss, strip o Holmesu na 25 stranica koji je poslužio kao spekulativni scenarij. Profesor Moriarty je uključen u scenarij kako bi se postavili nastavci.
U ožujku 2007., Warner Bros. je odlučio producirati film, vidjevši u cijelom konceptu sličnost s filmom Batman Begins, početnim dijelom Nolanove trilogije. Isprva je za redatelja odabran Neil Marshall, ali je u lipnju 2008. objavljeno kako će to odraditi Guy Ritchie. Dok je bio dijete, u internatu, Ritchie je s kolegama, preko školskog razglasa, slušao priče o Holmesu: "Holmes bi me, svaku večer, uspavljivao kada sam imao sedam godina." Iz tog je razloga njegova vizija Holmesa bila drugačija od one filmske. Želio je snimiti film koji bio autentičniji Doyleu, rekavši: "U pričama postoji prilično mnogo scena s intenzivnom akcijom, [i] ponekad to nije prikazano na filmu." Holmesova "briljantnost će se utopiti u akciju", a sam film će pokazati da je njegov "intelekt bio istovremeno i dar i prokletstvo." Ritchie je želio da Sherlock Holmes bude "prilično suvremen film što se tona i teksture tiče", jer je "prošlo relativno puno vremena od posljednje općeprihvaćene filmske verzije."

### Snimanje
Snimanje je započelo u listopadu 2008. godine. Prve lokacije snimanja bile su Masonska loža i Katedrala Svetog Pavla u Londonu.
Snimanje filma odrađeno je i u Manchesteru, točnije u Sjevernoj četvrti. Gradska vijećnica u Manchesteru je naveliko korištena za snimanje, uz neke sitne promjene pomoću CGI-ja. Unutrašnji vrt je korišten za scenu borbe, Velika vijećnica je poslužila kao Dom lordova, a korištene su i druge lokacije u sklopu vijećnice.
Uvodna scena snimana je tri dana u crkvi Svetog Bartolomeja Velikog u Londonu, a scena s parobrodom snimana je 7. studenog na rijeci Temzi, u Wappingu. Snimanje je tada nastavljeno na livepulskim dokovima Stanley i Clarence te u brodogradilištu u Chathamu. Ulične scene snimane su u Chantamu i Manchesteru. Londonsko groblje Brompton korišteno je za ključnu scenu Blackwoodova povratka, dok je interijer Reform Cluba u Londonu korišten kao Café Royal. Scene interijera u Baker Streetu 221B snimane su u studiju u Leavesdenu.
Krajem studenog 2008., glumac Robert Maillet, koji igra Dredgera, snimao je scenu borbe u brodogradilištu u Chantamu pri čemu je slučajno udario Downeyja šakom u glavu, nakon čega je ovomu počela teći krv i te se srušio, ali nije izgubio svijest kako je izvorno objavljeno. The Sun je objavio kako se 28. studenog zapalila jedna cisterna, što je zaustavilo snimanje na dva sata. Kada je u prosincu započelo snimanje u Ulici svetog Ivana, snimanje je s izvorno planiranih 13 skraćeno na 9 dana jer su se mještani bunili kako stalno moraju parkirati automobile negdje drugdje. U siječnju 2009., snimanje je preseljeno u Brooklyn.
Ritchie je želio da njegov Holmes izgledom odudara od klasične inkarnacije lika, kazavši u šali kako "postoji samo jedna osoba u povijesti koja je ikada nosila deerstalker". Downey je izabrao Holmesov šešir, pohabanu fedoru. Redatelj je doduše ostao vjeran tradiciji neurednog stana dvojice prijatelja te ga je dao napuniti brojnim predmetima i znanstvenim alatima s kontinenata koje su podsjetili.

### Glazba
Prije nego što je Zimmer napisao glazbu, Ritchie je, kao privremeno rješenje, koristio soundtrack filma The Dark Knight, što je također Zimmerovo djelo. Kada ga je Ritchie kontaktirao, Zimmer je bio jako sretan, no Ritchie mu je rekao kako želi da glazba bude sasvim drugačija. Zimmer je Ritchieju glazbu predstavio kao kombinaciju Poguesa u suradnji s rumunjskim orkestrom. Zimmer je, za instrumentalnu podlogu, koristio nekonvencionalne instrumente poput bendža, cimbala ili piskutavih violina.
Što se klavirske pratnje tiče, Zimmer je koristo "raštimani klavir" (karakterističan za pubove Divljeg zapada). Isprva je dao raštimati vlastiti klavir, ali je shvatio kako je zvuk koji dobiva naprosto loš. Tada je od pomoćnika zatražio da mu pronađe "pokvareni klavir". Prvi klavir ne kog su naišli bio je u relativno dobrom stanju pa su ga odbili tako da su za glazbu koristili drugi klavir što su ga pronašli. Zimmer je kasnije rekao kako su jednu nedjelju unajmili podzemni parking 20th Century Foxa i uništili klavir.
Scena boksa u filmu koristi verziju pjesme "Rocky Road to Dublin" koju izvode The Dublinersi, no ona se nije pojavila na soundtracku.

## Distribucija
Nakon što je izvorni termin u studenom odgođen, film je svjetski premijeru imao 14. prosinca 2009. godine, a 25. prosinca je prikazan u Sjedinjenim Državama, čime je započela svjetska kino distribucija. U Ujedinjenom Kraljevstvu i Irskoj, film je distribuiran 26. prosinca. Dobrotvorna pretpremijera filma prikazana je na nekoliko lokacija u Belgiji, 10. prosinca 2009. godine.
Sherlock Holmes je na DVD-u i Blu-rayju izdan 30. ožujka 2010. godine u Sjedinjenim Državama. Ukupna zarada filma od prodaje kućnih video izdanja iznosila je $44,908,336.

## Kritike

### Box Office
Film je u prvom vikendu zaradio oko $62,400,000 samo u Americi, čime je skočio na drugo mjesto američkog Box Officea, iza $75,600,000 koje je zaradio Cameronov Avatar. Ukupna zarada po kino dvorani iznosila je visokih $18,031 iz prikazivanja u 3,626 dvorana. Sherlock Holmes je zaradio ukupno $523,000,000 na svjetskim blagajnama, čime je postao dotad Ritchiejev najuspješniji film te osmi najuspješniji film 2009. godine. Na domaćim blagajnama, Holmes je bio četvrti najuspješniji film koji nikada nije zasjeo na vrh Box Officea, iza filmova My Big Fat Greek Wedding, Alvin and the Chipmunks i Alvin and the Chipmunks: The Squeakquel. U svojoj kategoriji, na svjetskim blagajnama, film je bio kupno četvrti, iza filmova Ice Age: Dawn of the Dinosaurs, Casino Royale i The Day After Tomorrow.

### Ocjene kritičara
Film je dobio većinski pozitivne kritike. Na stranici IMDb drži visoku ocjenu 7.6/10, dok stranica Rotten Tomatoes navodi kako je, od 224 kritike, 70% gledatelja filmu dalo pozitivnu ocjenu uz prosječni skor 6.2/10, uz konsenzus da "redateljski stil Guyja Ritchieja možda i nije najprikladniji za adaptaciju legendarnog detektiva, ali u korist Sherlocka Holmesa svakako ide elementarni priziv snažne izvedbe Roberta Downeyja, Jr." Metacritic je filmu dao prosječnu ocjenu 57/100, temeljem 34 kritike.
Roger Ebert, pišući za Chicago Sun-Times, dao je filmu tri od četiri zvjezdice i posebno naglasio snažne likove, efekte i radnju prepunu akcije. Likove je pohvalio i Jake Tomlinson, pišući za Shave Magazine, koji vjeruje da su Downey, Jr. i Law "savršeni zajedno", a Strong "uvjerljiv i zastrašujuć negativac."
Luka Vukasović, pišući za popcorn.hr, pohvalio je film, naglašavajući kako ipak posjeduje nekoliko mana, zaključivši da "[no] čak i takav, neujednačen i donekle osakaćen radom čak četvorice scenarista, film se ni u jednom trenutku ne dotiče domene lošeg."
A.O. Scott, pišući za New York Times, nije bio blagonaklon prema filmu, zaključivši kako je redateljev pristup filmu težio da "napravi cool film o cool tipovima s cool stvarčicama" te kako je Holmes esencijalno samo "niz poza i akrobacija" koji je "povremeno intrigantan" u najboljem slučaju.
Arsen Oremović, pišući za Večernji list, nije bio pretjerano oduševljen filmom, osvrčući se u svojoj kritici i na komparaciju Ritchieja i Tarantina, zaključivši kako je "prvih 45 minuta portretiranja lika [je] odlično, ali kada nastupi detektivski dio priče, postaje gnjavaža koja jalovo računa da će specijalni efekti i akcija obaviti većinu posla." Slično mišljenje, iako ne i istu argumentaciju, imao je i Jurica Pavičić, koji je, pišući za Jutarnji list, zaključio kako je Holmes "konfuzan [je] i tek dijelom zanimljiv film koji ima samo dvije jake točke. Prva od njih je Robert Downey Jr., bivši ovisnik koji ovisnika i neurotičara Holmesa glumi kao da mu o tome ovisi život. Druga je glazba Hansa Zimmera, sjajan niz varijacija s violinama i raštimanim klavirom koji “Holmesu” pridodaje nemirnu, neurotičnu i sasvim nebritansku crtu."
David Stratton, pišući za The Australian, negativno se osvrnuo na ovakvu interpretaciju originalnih priča i zaključio: "Autore ovog filma uglavnom zanima akcija; vjeruju da je to jedino što danađnju mladost može dovesti u kina. Možda i jesu u pravu, ali su u tom procesu bezobzirno pregazili jedno od najboljih književnih ostvarenja." Ipak, pohvalio je produkcijski dizajn i glazbu.

### Nagrade
Dana 17. siječnja 2010., H.F.P.A. je objavio dobitnike Zlatnog globusa, među kojima je bio i Robert Downey, Jr. u kategoriji najboljeg glumca u igranom filmu – mjuzikl ili komedija. Hans Zimmer je nominiran za nagradu BFCA-a u kategoriji najbolje glazbe, ali je izgubio od filma Up, odnosno Michaela Giacchina.  Isto tako, film je nominiran i za dva Oscara, u kategorijama najbolje originalne glazbe i najbolje scenografije, no nije pobijedio ni u jednoj.
Cjelokupni pregled nagrada i nominacija je sljedeći:

## Nastavak
Uspjeh prvog filma potaknuo je Warner Bros. da uskoro krenu u realizaciju nastavka filma. Zbog brzih priprema redatelj Guy Ritchie je odustao od adaptacije Loba, a Downey, Jr. od odustao od filma Cowboys & Aliens. Ubrzo je objavljeno da će film, radnog naslova Sherlock Holmes 2, biti uvelike temeljen na Doyleovoj priči "The Final Problem". Snimanje filma započelo je nedugo nakon distribucije prvoga, a objavljeno je kako će Sherlock Holmes: Igra sjena, biti samostalan film koji neće zahtijevati poznavanje radnje prvoga nastavka.
Robert Downey, Jr., Jude Law, Rachel McAdams i Eddie Marsan reprizirali su svoje uloge, dok se u ulozi profesora Moriartyja, Holmesovog rivala, pojavio Jared Harris. Film je u kinima distribuiran 16. prosinca 2011. godine, također s velikim uspjehom.

## Vanjske poveznice
- Službena stranica
- Sherlock Holmes Filming Locations  Arhivirana inačica izvorne stranice od 12. srpnja 2019. (Wayback Machine)